# ببخشید مزاحم شدم
ببخشید مزاحم شدم (انگلیسی: Sorry to Bother You) فیلمی در ژانر کمدی سیاه ابزورد به کارگردانی و نویسندگی بوتس رایلی است که در سال ۲۰۱۸ به نمایش درآمد. این فیلم نخستین تجربه بلند رایلی است. داستان فیلم در اوکلند، کالیفرنیا می‌گذرد و بازیگران آن عبارتند از کیت استنفیلد، تری کروس، پتن اسوالت، دیوید کراس، دنی گلاور، استیون ین و آرمی همر.
فیلم جوان سیاه‌پوستی را نشان می‌دهد که فروشنده تلفنی است و برای موفقیت در کارش، با لهجه سفیدپوستان صحبت می‌کند. وقتی موفق می‌شود، به سرعت درگیر توطئه‌ای می‌شود که او را وامی‌دارد بین پول درآوردن و دوستان کنشگرش در سندیکا دست به انتخاب بزند.
نمایش افتتاحیه فیلم در ۲۰ ژانویه ۲۰۱۸ و در جشنواره فیلم ساندنس انجام شد. نمایش همگانی آن از ۶ ژوئیه ۲۰۱۸ آغاز شد. فیلم رایلی از سوی منتقدان ستایش شد.

## بازیگران
- رزاریو داوسون
- فارست ویتاکر
- آرمی همر
- استیون ین
- استیو بوشمی
- دنی گلاور
- تری کروس
- پتن اسوالت
- عمری هاردویک
- لیلی جیمز
- تسا تامپسون
- دیوید کراس
- کیت استنفیلد
- جرمین فاولر